# Едуард Тейтем
Едуард Тейтем, (англ. Edward Lawrie Tatum; нар. 14 грудня 1909, Боулдер, Колорадо — †5 листопада 1975, Нью-Йорк) — американський біохімік і генетик, член Національної академії наук США (1952). Лауреат Нобелівської премії з фізіології і медицини (1958).

## Біографія
Закінчив Університет Вісконсин-Медісон (1931). Доктор біохімії (1934). Працював в Стенфордському (1937-45, 1948-56) і Єльському (1945–1948) університетах (з 1946 професор). З 1957 професор Рокфеллерівському інституті медичних досліджень.

## Основні роботи
У 1941 виявив (спільно з Джорджем Бідлом), що у гриба нейроспори генна мутація призводить до втрати штаммом здатності синтезувати будь-яку необхідну для росту амінокислоту, вітамін або інший ростової фактор (ауксотрофний мутант), а в 1945 виявив цю властивість і у бактерій. Відкрив (спільно з Джошуа Ледербергом, 1947) у бактерій явище генетичної рекомбінації. Спільно з Джорджем Бідлом висунув концепцію «один ген — один фермент», яка є основою біохімічної генетики.

## Нобелівська премія
Нобелівська премія (спільно з Дж. Бідлом і Дж. Ледербергом, 1958).

## Публікації
- Genetic control of biochemical reactions in Neurospora (разом з G.\V. Beadle), «Proc. National Academy of Sciences», 1941, v. 27;